# Paavo Lipponen
Paavo Tapio Lipponen (Turtola (tegenwoordig Pello), 23 april 1941) is een Fins sociaaldemocratisch politicus.

## Levensloop
Lipponen groeide op in de stad Kuopio. Hij volgde onderwijs aan het lyceum van Kuopio en in 1959 behaalde hij zijn diploma. Gedurende één jaar studeerde hij filosofie aan de Dartmouth College (Hanover, New Hampshire, VS).
In 1961 keerde Lipponen naar Finland terug. Hij studeerde daarna internationale politiek aan de Universiteit van Helsinki (1961-1971). Van 1963 tot 1965 was hij voorzitter van de studentenvereniging Ylioppilaslehti. Van 1965 tot 1967 was hij freelance reporter voor de publieke omroep.
Van 1967 tot 1979 bekleedde hij diverse posten binnen de Sociaaldemocratische Partij (SDP). Hij trad echter op de voorgrond toen hij in 1979 secretaris werd van premier Mauno Koivisto (tot 1982).
Van 1983 tot 1987 was Lipponen lid van het Finse parlement (Eduskunta), sinds 1991 is hij eveneens lid van de Eduskunta. Van 1993 tot 2005 was Paavo Lipponen voorzitter van de Sociaaldemocratische Partij.
Op 13 april 1995 vormde hij zijn eerste kabinet, bestaande uit de SDP, de Nationale Coalitie Partij (KOK), de Zweedse Volkspartij (SFP), de Groene Liga (Vihr.) en de Linkse Alliantie (Vas.). Voor het eerst sinds 1991 regeerde de agrarische Centrumpartij niet mee. In oktober 1996 besloot de Finse regering de eigen munt onder te brengen bij het Europees Monetair Stelsel (EMS). Door de voortzetting van het economische beleid van de vorige, conservatieve, kabinet, kreeg Lipponen het stempel van rechtervleugel sociaaldemocraat opgedrukt.
Toen er in 1999 nieuwe verkiezingen werden gehouden, was het niet zeker dat de SDP zou winnen. Lipponen wist dat hij de linkse kiezers van zich had vervreemd. Hij trachtte hen terug te winnen door hen bang te maken met het vooruitzicht van een rechtse regering. Of deze stunt bij heeft gedragen aan het feit dat Lipponen aan de macht kon blijven, blijft onduidelijk. In 2003 mondden de verkiezingen uit in een nek-aan-nek race, die werd gewonnen door de Centrumpartij (mogelijk door een stunt van de Anneli Jäättenmäki, de lijsttrekker van de Centrumpartij, zie aldaar).
In 2005 werd Lipponen als voorzitter van de SDP opgevolgd door Eero Heinäluoma. Lipponen, die in 1995 voor korte tijd het voorzitterschap van het parlement bekleedde, werd in 2005 opnieuw parlementsvoorzitter.